# Halone sobria
Halone sobria là một loài bướm đêm thuộc phân họ Arctiinae, họ Erebidae.